# Eremiaphilidae
Famille
Les Eremiaphilidae sont une famille d'insectes de l'ordre des Mantodea.

## Répartition
Les genres de cette famille se rencontrent dans les zones afrotropicale, paléarctique et orientale.

## Description

### Diagnose
Le prothorax est court et carré avec la longueur égale ou presque égale à la largeur. Le dessus des coxae antérieurs n'est pas élargi, créant une large ceinture.

### Description détaillée
Les Eremiaphilidae se distinguent de tous les autres Mantodea par la combinaison de caractères suivante : 
- Le vertex est sans processus. Les yeux sont plus ou moins ellipsoïdes. Les renflements juxta-oculaires sont indistincts à légèrement saillants.
- La dilatation supracoxale est indistinctement à modérément marquée avec le pronotum souvent plus ou moins rectangulaire. La métazone est au moins deux fois plus longue que la prozone.
- Les lobes apicaux du fémur antérieur présente une courte épine. Les fémurs antérieurs arborent quatre épines discoïdales et de quatre à cinq épines postéro-ventrales. Les pattes marcheuses sont sans lobes et sans épines.
- Les mâles sont brachyptères à macroptères et les femelles sont microptères à brachyptères. Les ailes sont sans ocelle apical.
- L'oreille cyclopéenne est généralement présente. La plaque supra-anale est transverse à triangulaire. Les cerques, cylindriques ou légèrement comprimés latéralement, sont plus courts que la moitié de la longueur de l'abdomen.
- Les phallomères sont bien sclérotisés. Le phallomère droit est ventralement plus ou moins pileux et apicalement parfois avec des lobes accessoires ou avec une forte épine. Sa crête ventrale est très allongée et souvent fortement dentelée et avec des épines. Le processus du complexe gauche est séparé. Le phallomère ventral est sans lobe basal sur le côté droit. Le processus distal primaire est transloqué sur le côté gauche du phallomère ventral. Le processus distal secondaire latéral est généralement présent. Le processus distal secondaire médian est a minima présent sous forme de lobe ou de dent à la base du processus distal secondaire latéral, les deux étant rarement absents. Le lobe antérieur de l'apophyse phalloïde est plus ou moins réduit et membraneux. Le lobe postérieur présente la forme d'une forte épine et est rarement totalement absent. Le lobe membraneux est plus ou moins pileux. La lamelle dorsale du phallomère gauche est dépourvue de lobe arrondi.

La famille Eremiaphilidae est morphologiquement très hétérogène mais présente des genitalia typiques. Seuls les phallomères ventraux et gauches des Eremiaphilinae sont très simplifiés, ce qui indique des événements de spéciation très récents et toujours en cours. Elle se distingue des autres familles par une réduction apomorphique du lobe antérieur de l'apophyse phalloïde. Dans la plupart des taxons, elle est totalement perdue mais de très petits restes sont visibles par exemple chez Dysaules et Paralygdamia.
Les premiers groupes Parathespinae et Iridinae présentent un sommet concave au moins chez les juvéniles, une caractéristique partagée avec les Amelidae et les premiers Toxoderidae, tandis que les groupes les plus dérivés, Eremiaphilinae et Tarachodini, ont des vertex droits à convexes.
Bien qu'également présent chez les Toxoderidae, le motif de coloration distinct des ailes postérieures, consistant en une tessellation concentrique sur un fond jaunâtre qui fusionne pour former une tache noire dans le champ anal, est synapomorphe du groupe même s'il est secondairement réduit chez les Parathespinae, les premiers Iridinae, Oxyophthalma, Dysaulophthalma, et la plupart des Tarachodinae.

## Liste des sous-familles, tribus et genres
Selon Schwarz & Roy, 2019 :
- Sous-famille des Parathespinae Giglio-Tos, 1916
  -     - Parathespis Saussure, 1869

- Sous-famille des Iridinae Westwood, 1889
  - Tribu des Schizocephalini Saussure, 1869
    - Schizocephala Audinet-Serville, 1831

  - Tribu des Didymocoryphini Schwarz & Roy, 2019
    - Didymocorypha  Wood-Mason, 1877

  - Tribu des Dysaulini Giglio-Tos, 1919
    - Dysaules Stål, 1877
    - Oxyophthalma Saussure, 1861
    - Dysaulophthalma Stiewe, 2009

  - Tribu des Iridini Westwood, 1889
    - Paroxyophthalmus Wood-Mason, 1889
    - Episcopomantis Uvarov, 1940
    - Iris Saussure, 1869

- Sous-famille des Eremiaphilinae Saussure, 1869
  -     - Eremiaphila Lefèbvre, 1835
    - Heteronutarsus Lefèbvre, 1835

- Sous-famille des Tarachodinae Giglio-Tos, 1917
  - Tribu des Oxyelaeini Schwarz & Roy, 2019
    - Oxyelaea Giglio-Tos, 1917
    - Charieis Burr, 1900

  - Tribu des Tarachodini Giglio-Tos, 1917
  - - Sous-tribu des Antistiina Schwarz & Roy, 2019
    - Antistia Stål, 1876
    - Ariusia Stål, 1877

  - - Sous-tribu des Tarachodina Giglio-Tos, 1917
    - Nothogalepsus Beier, 1969
    - Tarachodes (Tarachodes) Burmeister, 1838
    - Tarachodes (Chiropacha) Charpentier, 1841
    - Tarachodes (Chiropus) Saussure, 1869
    - Tarachodes (Tarachodina) Beier, 1957
    - Tarachodes (Barbachodes) Beier, 1957
    - Tarachodula Giglio-Tos, 1917
    - Tarachodella Giglio-Tos, 1917
    - Galepsus (Galepsus) Stål, 1877
    - Galepsus (Lygdamia) Stål, 1877
    - Galepsus (Syngalepsus) Beier, 1954
    - Galepsus (Onychogalepsus) Beier, 1954
    - Paragalepsus Beier, 1930
    - Plastogalepsus Beier, 1954
    - Pseudogalepsus Beier, 1954
    - Metagalepsus Roy, 1971
    - Oxyophthalmellus Giglio-Tos, 1917
    - Pyrgomantis Gerstaecker, 1869
    - Nesogalepsus Beier, 1954
    - Tuberculepsus Roy, 2008
    - Paralygdamia Saussure & Zehntner, 1895

## Systématique
La famille des Eremiaphilidae est attribuée à l'entomologiste suisse Henri de Saussure qui l'a décrite en 1869 comme une tribu des Mantidae sous le protonyme "Eremiaphilii". Son genre type est Eremiaphila Lefèbvre, 1835.

### Publication originale
- Saussure, H., de. 1869. Essai d’un système des Mantides. Mittheilungen der Schweizerischen entomologischen Gesellschaft, 3(2): 49-73.